# Secure Shell
Secure Shell, forkortet SSH, er en protokol som bruges til krypteret fjernadgang. SSH kan både bruges til fjernstyring af en computer som det sker med telnet og til at kryptere en vilkårlig TCP-forbindelse.
Der findes både kommercielle og frie implementeringer, heraf OpenSSH. Forskellen på de to udgaver er at købeudgaven giver adgang til patenterede krypteringsalgoritmer. SSH-protokollen findes i to versioner, der ikke kan bruges sammen. Forskellen ligger i, hvordan forbindelserne etableres.[kilde mangler]